# Френк Свіфт
Френк Свіфт (англ. Frank Swift; 26 грудня 1913, Блекпул — 6 лютого 1958, Мюнхен) — англійський футболіст, воротар.
Насамперед відомий виступами за клуби «Манчестер Сіті» та національну збірну Англії. Входить до списку «100 легенд Футбольної ліги».

## Клубна кар'єра
У дорослому футболі дебютував 1933 року виступами за «Манчестер Сіті», в якому провів сім сезонів, взявши участь у 256 матчах чемпіонату. Більшість часу, проведеного у складі команди, був її основним голкіпером.
У 1940 році нетривалий час захищав кольори клубу «Ліверпуль».
Того ж року повернувся до «Манчестер Сіті», знову здебільшого виходив на поле в основному складі команди, залишаючись у ній до завершення професійної кар'єри у 1950 році.
У віці 44 років Френк Свіфт загинув у мюнхенській авіакатастрофі 6 лютого 1958 року. Він повертався з командою «Манчестер Юнайтед» після матчу Кубка європейських чемпіонів з белградської «Црвеною Зіркою», на якому він був одним з репортерів. Після аварії літака Свіфта витягли з його уламків ще живим, але він стік кров'ю і помер дорогою до лікарні: пасок безпеки, яким він був пристебнутий в літаку, під час аварії врізався в його аорту.

## Виступи за збірну
У 1946 році дебютував в офіційних матчах у складі національної збірної Англії. Протягом кар'єри у збірній, яка тривала 4 роки, провів 19 матчів.

## Титули і досягнення
- Чемпіон Англії (1):

«Манчестер Сіті»: 1936–1937
- Володар Кубка Англії (1):

«Манчестер Сіті»: 1933–1934
- Володар Суперкубка Англії (1):

«Манчестер Сіті»: 1937